# كورت ألبرت
كورت ألبرت (بالألمانية: Kurt Albert)‏ هو متسلق صخور ‏ ألماني، ولد في 28 يناير 1954 في نورنبرغ في ألمانيا، وتوفي في 28 سبتمبر 2010 في إرلنغن في ألمانيا.

## وصلات خارجية
- الموقع الرسمي